# Viviany Anderson
Viviany Anderson de Oliveira (Juiz de Fora, 17 de julho de 1969) é uma professora de educação física e ex-competidora de atletismo em provas de longa distância. Foi bicampeã da Maratona de São Paulo e medalhista nos Jogos Pan-Americanos de 1999.

## Carreira
Começou a sua carreira em Juiz de Fora. Sua estreia em provas de longa distância ocorreu em 1987, na Meia-Maratona da Rede Ferroviária. Passou a estar em grandes competições a partir da década de 1990, quando conquistou importantes resultados.
Conquistou o bicampeonato na Maratona Internacional de São Paulo, em 1997 e em 1998. Outro feito importante foi a vitória na Maratona do Rio de Janeiro, em 1998.
Em 1997, ficou em oitavo lugar na Maratona de Berlim. Nos Jogos Pan-Americanos de 1999, em Winnipeg, no Canadá, foi medalha de bronze na maratona.
Na Corrida de São Silvestre, ficou em 5º lugar na edição de 1996 e quarto lugar na edição de 1997.
Fora da área esportiva, foi candidata a vereadora no município de Chácara, em 2016, não se elegendo.